# 40号美国国道
40号美国国道（英語：U.S. Route 40）是一条东西方向的美国国道。该公路连接了新泽西州大西洋城和犹他州萨米特县，全长2,285.74英里。

## 馬里蘭州路段

### Maryland

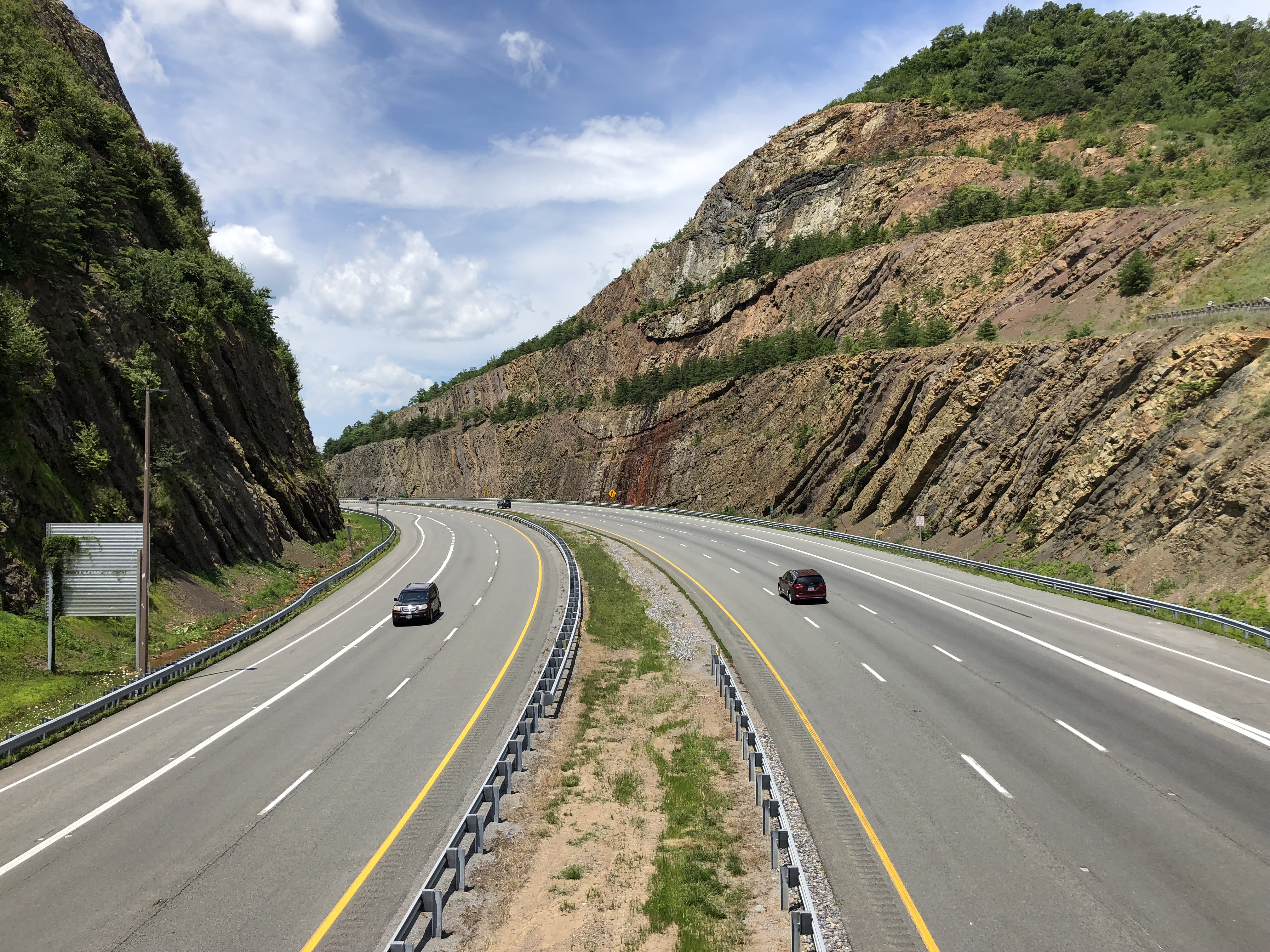
A cut 340 ft deep eases the crossing of Sideling Hill on I-68/US 40 west of Hancock

於西馬里蘭地區，40號美國國道在格蘭茨維爾（Grantsville）附近，由賓夕法尼亞州進入馬里蘭州。在馬里蘭州內的大部分路段也被稱為國家大路（ National Pike）。40號美國國道的目前主幹線進入馬里蘭州西北端後不久就與68號州際公路與219號美國國道會合於14號交流道，而舊線仍稱為國家大路，目前大部被劃為所謂40號美國國道景觀公路（Scenic US 40）或40號美國國道景觀公路替代線（Alternate US 40）。在22號交流道219號美國國道分叉離開，而40號美國國道仍與68號州際公路共線經過弗羅斯特堡與坎伯蘭 。
坎伯蘭以東，舊的國家大路（40號美國國道舊線）編為馬里蘭州州道144號。而40號美國國道與68號州際公路共線，經由340-英尺（100-）深的路塹通過Sideling Hill。在路塹東側有 Sideling Hill Exhibit Center，展示西馬里蘭地區的地質。在漢考克，馬里蘭州的土地只有不到兩英里（3.2公里）寬，68號州際公路終止，40號美國國道在1號出口與70號州際公路會合，兩條公路共線沿著切薩皮克與俄亥俄運河以及波多馬克河前行，然後40號美國國道在九號出口分岔而出，進入黑格斯敦市中心後，朝東南離開，又分為兩條：主線與70號州際公路平行，替代線則向東南沿著舊國家大路路線，兩線在弗雷德里克以西會合。

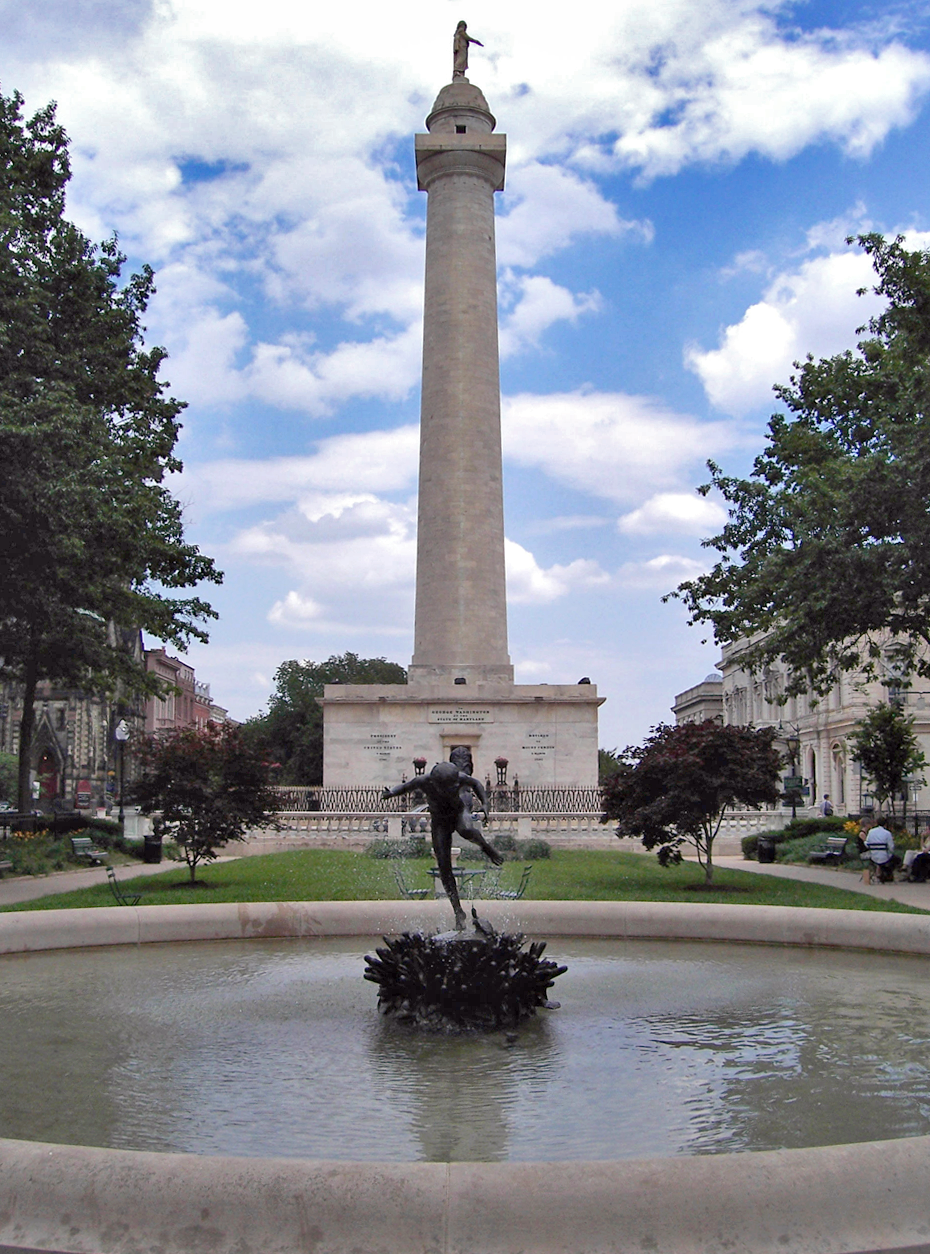
巴爾的摩的華盛頓紀念碑，位於40號美國國道以北兩個街區。

在弗雷德里克，40號美國國道跟15號美國國道共線短距離後，在該城外緣又與70號州際公路會合；舊線又編為馬里蘭州州道144號
抵達巴爾的摩西郊，40號美國國道又離開70號州際公路，成為巴爾的摩國家大路 （Baltimore National Pike）。路線經過帕塔普斯科河谷州立公園（Patapsco Valley State Park），沿埃德蒙森大街（Edmondson Avenue）進入巴爾的摩，然後改稱富蘭克林街（Franklin Street），在普拉斯基街（Pulaski Street）與馬丁路德金大道（Martin Luther King Jr. Boulevard）之間路段為快速道路（前稱170號州際公路）。本路段還有一條支線供大卡車行駛。跨越83號州際公路以後，40號美國國道由巴爾的摩東北離開，成為普拉斯基公路 （Pulaski Highway ）。
40號美國國道作為普拉斯基公路的路段與95號州際公路相當靠近，於厄爾克頓（Elkton）經湯馬斯哈頓紀念大橋（Thomas J. Hatem Memorial Bridge）跨越薩斯奎哈那河，進入德拉瓦州。

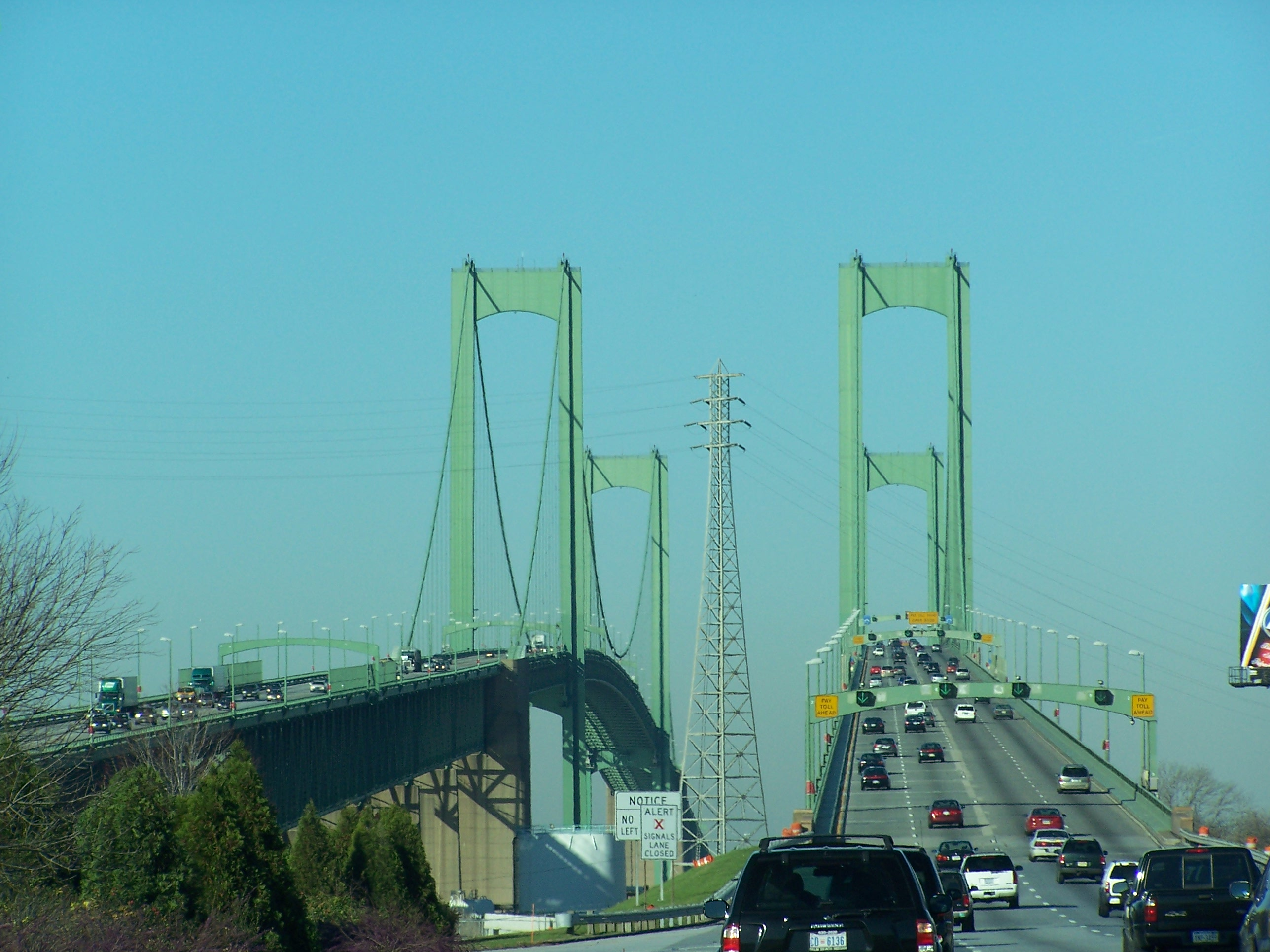
德拉瓦紀念橋。40號美國國道與295號州際公路經此跨越德拉瓦河。